# Licaria triandra
Licaria triandra là loài thực vật có hoa trong họ Nguyệt quế. Loài này được (Sw.) Kosterm. miêu tả khoa học đầu tiên năm 1937.